# スチュワート・シャープレス
スチュワート・シャープレス(Stewart Sharpless)は、アメリカ合衆国の天文学者であり、銀河系の構造についての基礎的な研究を行った。
シャープレスは、ヤーキス天文台の大学院生として、ウィリアム・ウィルソン・モーガンの下でドナルド・オスターブロックとともに研究を行った。1952年、彼らは、HII領域の距離の推定と若い熱い恒星の観測に基づく銀河系の渦巻き構造を示す観測結果を発表した。しばらくの間、シャープレスは、ウィルソン山天文台でウォルター・バーデやエドウィン・ハッブルと一緒に銀河の写真の研究を行ったこともあった。
1953年、シャープレスはアメリカ海軍天文台フラッグスタッフ観測所のスタッフとなった。ここで、彼は、パロマー天文台スカイサーベイの画像を用いて銀河系のHII領域をサーベイしてカタログ化した。この研究から、シャープレスは1953年に142の星雲、1959年に313の星雲を収録した2版の天体カタログ（シャープレスカタログ）を出版した。
シャープレスは、現在は引退してロチェスター大学物理・天文学部の名誉教授となっている。